# Ascenseur Lacerda
L'ascenseur Lacerda, ou elevador Lacerda en portugais, est un ascenseur public de Salvador de Bahia, au Brésil. Construit entre 1869 et 1873, il constitue l'un des symboles de la ville.
L'actuelle structure en béton armé date du début des années 1980, et la machinerie a été refaite en 1997.